# Televisietoren Žižkov
Televisietoren Žižkov (Tsjechisch: Žižkovská televizní věž) is een televisiezendmast in de Tsjechische hoofdstad Praag. De constructie werd gebouwd tussen 1985 en 1992 op een heuvel in de wijk Žižkov. Naar deze wijk is de toren, die een hoogte heeft van 216 meter, genoemd.
De toren valt op door zijn ongewone uiterlijk. Aan drie betonnen palen hangen blokken waarin de radiozenders, de observatieruimtes en het torenrestaurant zijn gevestigd. Het torenrestaurant 'hangt' op een hoogte van 63 meter, een ander uitzichtpunt op 95 meter hoogte. De toren is open voor publiek en de bezoeker heeft de mogelijkheid om vanuit drie observatieruimtes een groot gedeelte van Praag te bekijken.
Zoals vele brutalistische bouwwerken in Centraal- en Oost-Europa werd de tv-toren niet op prijs gesteld door de Praagse bevolking. Officieel was kritiek verboden tijdens de – communistische – tijd van de bouw, maar in feite werd de toren verafschuwd omdat hij het stadsgezicht van Praag te veel overheerste.
Sinds het jaar 2000 zijn de drie palen van de toren versierd met beelden van kruipende baby's, ontworpen door de Tsjechische beeldhouwer David Černý. Eind 2017 werden de beelden verwijderd in verband met schoonmaak- en herstelwerkzaamheden. In 2018 zijn ze weer teruggeplaatst.

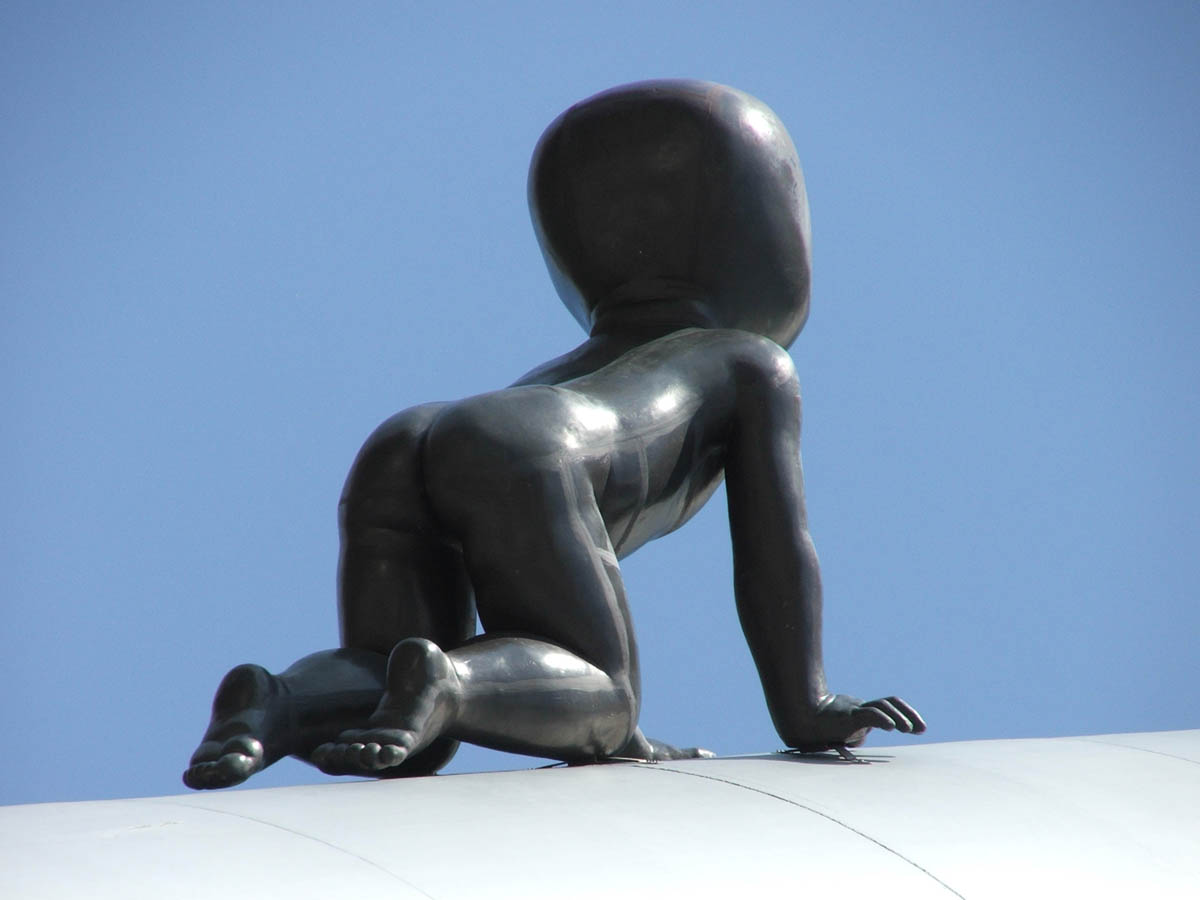
De Baby's van David Černý
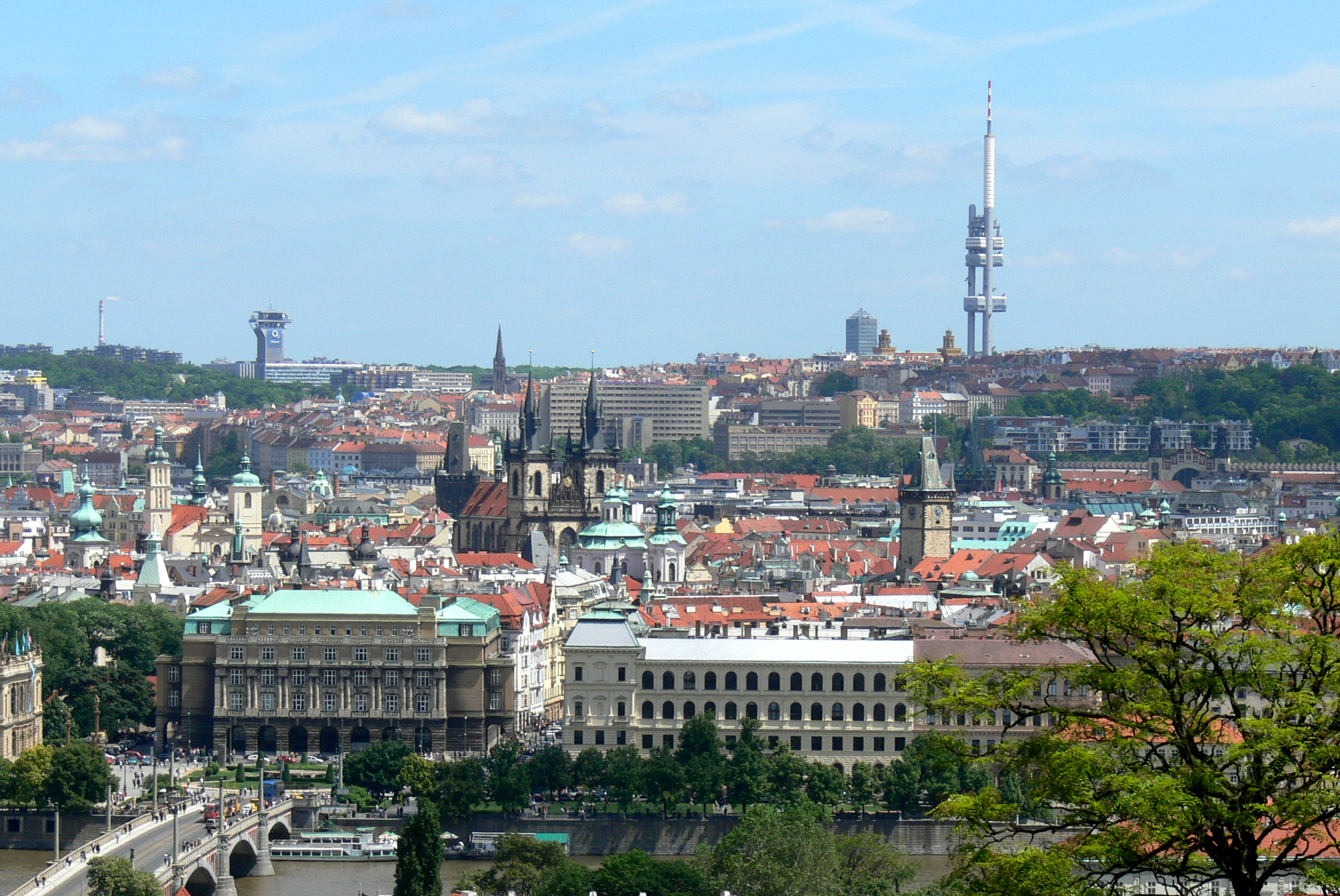
De televisietoren, gezien vanaf de andere zijde van de Moldau
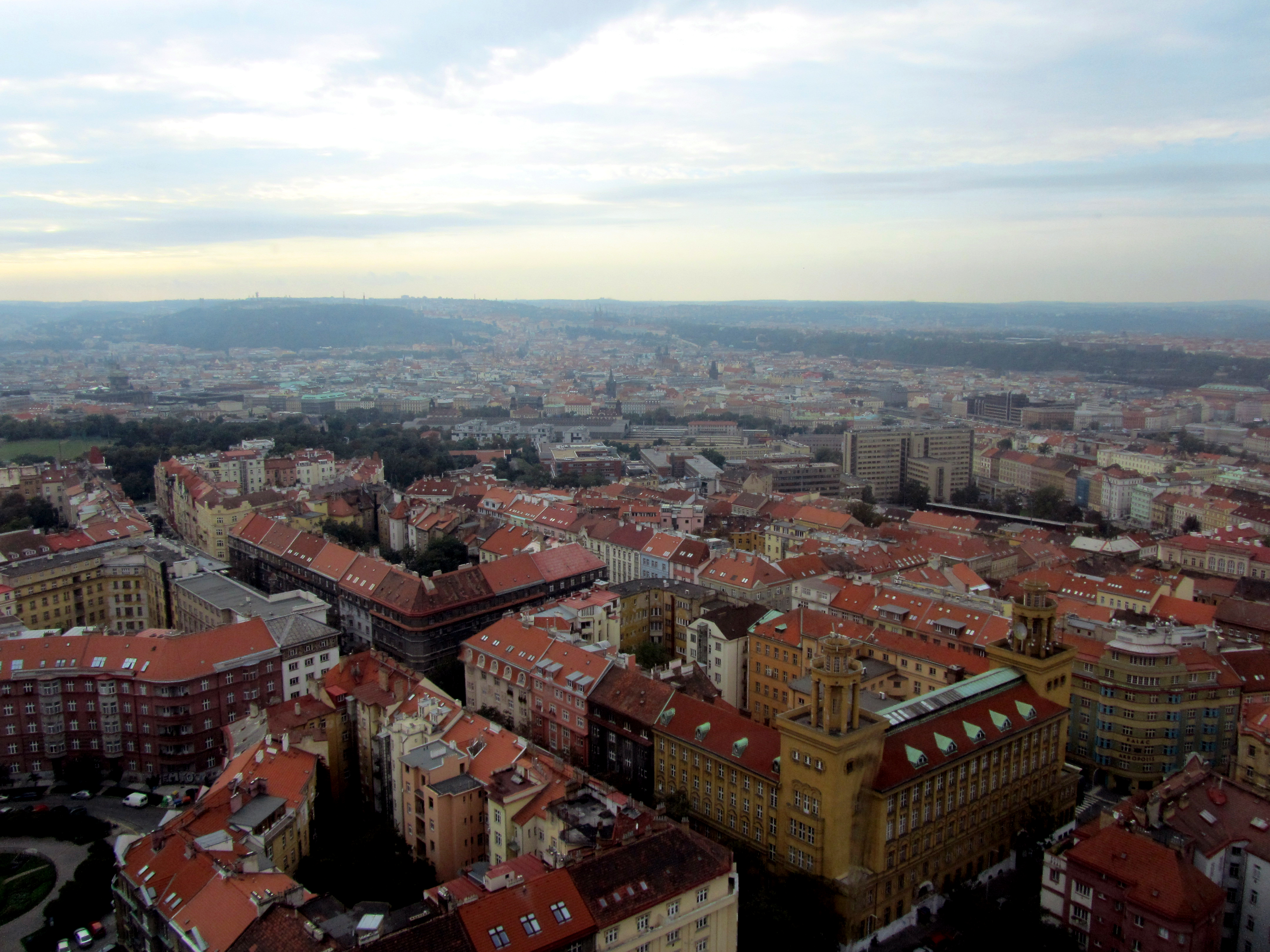
Uitzicht vanaf de televisietoren